# La mujer en cuclillas
La mujer en cuclillas (La femme accroupie, en francés) “o también llamada Lujuria (Luxure)”  es una escultura en bronce de Auguste Rodin. Fue concebida entre 1880 y 1882 y fundida hasta 1925 en Francia. Rodin la reutilizó en diversas ocasiones para otros ensambles y para representaciones particulares en diversas escalas, el primer agrandamiento fue hecho alrededor de 1900, la primera representación de gran escala fue exhibida en el Salón de Otoño (Salon d’Automne) en 1909 y fue adquirida por el Estado francés.

## Origen
El modelo original fue una de las primeras figuras creadas para La Puerta del Infierno (La Porte de l’Enfer). Se cree que Rodin ya había modelado un estudio en terracota a inicios de 1880, época en la que su trabajo era fuertemente influenciado por la obra de Michelangelo.    
La figura fue incorporada dos veces en La Puerta del Infierno. Una la coloca en los brazos abiertos del Hombre que cae (L’homme qui tombe) para crear el grupo Soy bella (Je suis belle), en la parte superior de la pilastra derecha. La otra se emplaza en el tímpano de la puerta, al lado derecho de El Pensador (Le Penseur), con una ligera modificación para ser montada frente a La Mártir (La Martyre).  
El historiador de arte especialista en las esculturas de Rodin, Albert Elsen, considera que ésta figura y El Niño Pródigo (L’enfant prodigue), “encarnan todo el desesperado deseo de La Puerta del Infierno… Estas dos figuras inconscientemente asumen gestos involuntarios que son naturales en los momentos de tensión suprema; los sentimientos que empáticamente evocan en el espectador, debe ser la medida de su validez.”

## Postura

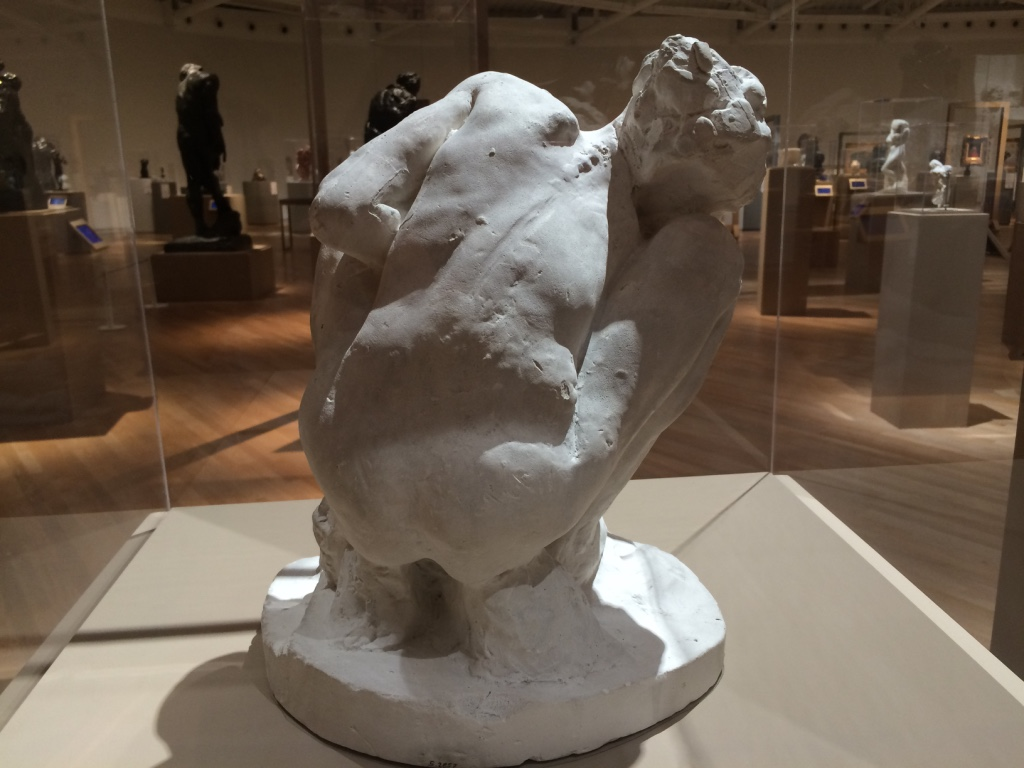
Posterior de La mujer en cuclillas

Se conforma como un bloque donde la figura se compacta en sí misma comprimiendo sus miembros contra el torso.  Su posición es cerrada y a la vez abierta. La modelo, Adèle Abruzzesi, personifica esta figura contorsionada con piernas abiertas y un brazo al frente, provocando en el espectador una cierta invasión a la intimidad.
Con una estable curvatura, la belleza de su rostro y cuello se yuxtapone con la fuerza de sus piernas y torso equilibrándose delicadamente con los hombros.
La historiadora de arte francés y especialista en la escultura del siglo XIX Antonieta Le Normand-Romain señaló, refiriéndose a Adèle, que «no tenía miedo de adoptar las poses más sugerentes y, acuclillada aquí sobre sus talones (en una postura posiblemente indicativa de los pueblos tribales) inconscientemente expone las partes más íntimas de su cuerpo. Su brazo derecho ha sido movido a un lado para mostrar sus genitales, mientras que la mano izquierda se detiene en su pecho y la cabeza, con la boca abierta, recostada sobre el hombro [...] Un sentido de primitiva sensualidad emana de este cuerpo contorsionado».

## Textura

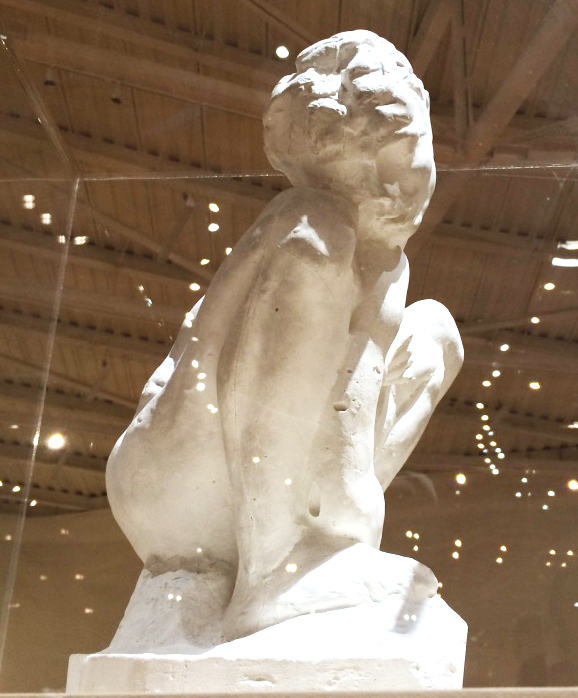
Perfil de La mujer en cuclillas

Rodin dejó en evidencia los rastros de su manipulación en la superficie, evitando darle un acabado externo preciosista y así lograr imprimirle un realismo vívido y expresivo a través de una textura veteada.

## Posible influencia
Esta obra ha sido comparada con la escultura del Joven en cuclillas de Michelangelo, creada entre 1530 y 1534, actualmente ubicada en el Museo del Hermitage en San Petersburgo (Rusia). Se cree que Rodin pudo haber tenido conocimiento de ella; sin embargo, La Mujer en cuclillas se presenta de manera más expresiva, libre y audaz que la de Michelangelo.

## Simbolismo
Por la postura de la joven, esta obra ha sido relacionada con la dimensión erótica de Rodin, con una «sensualidad casi animal de "rana" o de "batracio" [... con] un eros sombrío e inquieto, considerado a menudo obsceno, debido a la sorda violencia que parece desprenderse de él».  Así mismo, por la pose, la joven se percibe como «poderosa y vulnerable al mismo tiempo».
Para algunos simbolistas, la figura contiene «una poderosa expresión de deseo sexual mezclada con frustración y desesperación».
Yendo más allá del Renacimiento, ésta representación humana no necesita más justificación que su propia expresividad; la anatomía refleja todo el vigor y atención que le daba Rodin a la naturaleza viva.